# Nautococcus schraderae
Nautococcus schraderae är en insektsart som beskrevs av Albert Vayssière 1939. Nautococcus schraderae ingår i släktet Nautococcus och familjen pärlsköldlöss. Inga underarter finns listade i Catalogue of Life.